# نواف الدعجاني
 نواف بن عمر الدعجاني العتيبي  ولد في الدوادمي سنه 1395هـ ، 1975م، لاعب كرة قدم سعودي .

## بدايته
بدأ شبلاً في نادي الدرع بمحافظة الدوادمي ولم يستمر طويلا.

## انتقالاته
-انتقل لنادي الشعلة عام 1415 هـ
- انتقل لنادي الرائد في 2/7/1426 هـ بعد منافسة قوية ما بين الرائد والتعاون.

## مشاركاته مع المنتخب
-التحق بالمنتخب الأولمبي استعدادا لتصفيات سيدني عام 2000 م.

## إنجازاته
حصل على هداف دوري الدرجة الأولى لثلاثة مواسم. 
هداف دوري كأس فيصل للدرجتين الأولى والثانية بنسخته الجديدة عام 1427 هـ.
حصل على ثاني هدافي الدوري الممتاز في عام 1423 هـ مع فريقه الشعلة.

## تجربته الاحترافية الخارجية
خاض تجربة احترافية في نادي الوكره القطري موسم 1423 هـ بعد نهاية الدوري السعودي.

## مساهماته مع نادي الشعلة
حقق الصعود للممتاز ثلاث مرات مع الشعلة مواسم 1416 هـ 1421 هـ 1423 هـ.

## مساهماته مع نادي الرائد
ساهم مع ناديه الرائد على تحقيق درع دوري الدرجة الثانية موسم 1427 هــ، وساهم أيضاً بتحقيق درع دوري الدرجة الأولى والصعود للممتاز موسم 1428.

## المدربين الذين أشرفوا عليه
- أشرف على تدريبه العديد من المدربين من أبرزهم السعوديين خالد القروني وخليل المصري - والتونسيين عمر الذيب ومحمد الدو - والبرازيلي كاسترو.

## الإصابة
تعرض لإصابة قوية كسر في الساق في مباراة الرائد وأحد وذلك بعد أن تعرض لمخاشنة قوية من قبل المدافع الدولي السابق محمد الخليوي.

## الاعتزال
- اعتزل نواف بعد الإصابة وهو في قمة مستواه.

## تكريمه
كان يوم الخميس الموافق 15 / 5 / 1431 هــ هو يوم الوفاء لنجم العطاء.
حينما اقام الموقع الرسمي لنادي الرائد احتفالاً تكريمياً للنجم الجماهيري نواف بن عمر الدعجاني نظير مأقدمه من
جهد اقترن بالإخلاص والوفاء طيلة مشواره مع الفريق الرائدي والذي توجها بتسجيل أكثر من 42 هدفاً
وتحقيق ثلاث بطولات لكن الإصابة كانت هي القصة الحزينة التي ابعدت هذا الأسطورة عن معشوقته كرة القدم.